# George Villiers, 2. Duke of Buckingham

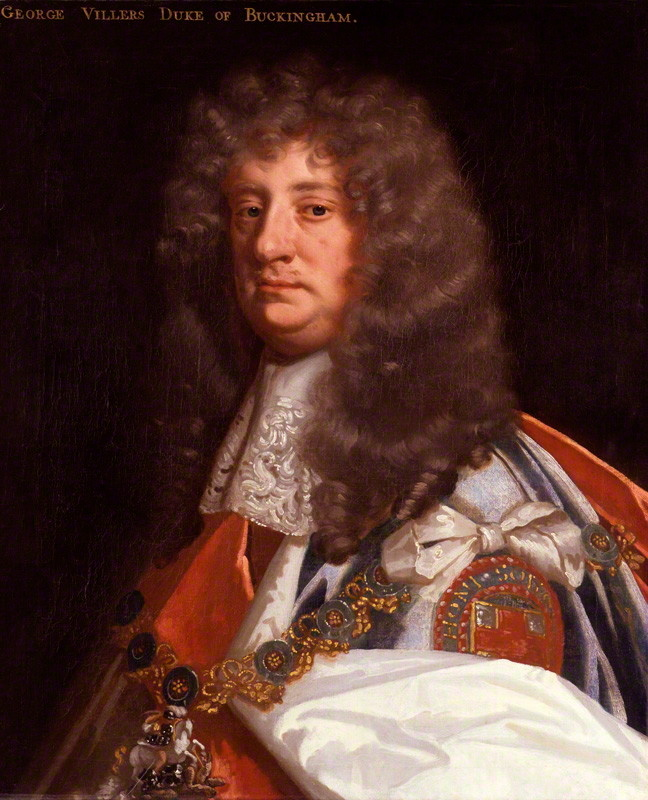
George Villiers, 2. Duke of Buckingham (um 1675)

George Villiers, 2. Duke of Buckingham KG (* 30. Januar 1628 in London; † 17. April 1687 in Kirkbymoorside, Yorkshire) war ein englischer Peer, Diplomat und Staatsmann. Er war Günstling, leitender Minister und der einflussreichste Mann in England unter der Regierung von König Karl II.

## Leben
George Villiers entstammte dem englischen Familienzweig des ursprünglich französischen Geschlechts De Villiers. Er war der zweitgeborene Sohn des George Villiers, 1. Duke of Buckingham (1592–1628) aus dessen Ehe mit Katherine Manners, 18. Baroness de Ros (1603–1649). Sein älterer Bruder Charles Villiers, Earl of Coventry (1625–1627), war bereits vor seiner Geburt gestorben. Sein Vater starb noch im Jahr seiner Geburt, wodurch er noch als Säugling dessen Adelstitel als Duke of Buckingham, Marquess of Buckingham, Earl of Buckingham, Earl of Coventry, Viscount Villiers und Baron Whaddon erbte.

### Erziehung, Studium, Kriegsdienst und Exil
Da sein Vater ein enger Freund König Karls I. gewesen war, wurden er und sein jüngerer Bruder Lord Francis Villiers (1629–1648), im engsten Familienkreis des englischen Königs erzogen. Villiers schloss 1642 sein Studium am Trinity College der Universität Cambridge als Master of Arts ab. Er wurde anschließend Colonel eines Kavallerieregiments und erwies sich im Englischen Bürgerkrieg als überzeugter Royalist und enger Freund Karls II., mit dem er aufgewachsen war.
Nach dem Sieg der Truppen Cromwells 1648 flüchtete Villiers auf den Kontinent nach Flandern. Im Exil verlieh ihm Karl II. das Hofamt eines Gentleman of the Bedchamber und nahm ihn in seinen Kronrat auf. Er mischte sich in Verhandlungen mit der Regierung Oliver Cromwells ein, weshalb seine Freundschaft zum englischen Thronfolger merklich abkühlte. Villiers beteiligte sich 1650 an der Landung Karls II. in Schottland und kämpfte 1651 in der Schlacht von Worcester, in der der König erneut den parlamentarischen Truppen unterlag. 
Villiers folgte der englischen Königsfamilie erneut ins Exil nach Flandern.

### Rückkehr nach England, Kerkerhaft und Aufstieg in höchste Ämter
1657 kehrte Villiers nach England zurück, wo er am 15. September 1657 Mary Fairfax (1638–1704), die Tochter und einzige Erbin von Thomas Fairfax, 3. Lord Fairfax of Cameron, heiratete. Villiers hoffte, auf diesem Wege seine umfangreichen Besitztümer zurückzuerhalten, die 1651 von der Regierung Cromwells konfisziert und Lord Fairfax zugesprochen worden waren. Oliver Cromwell ließ Villiers verhaften und im Tower of London einkerkern. Erst nach Cromwells Tod im Herbst 1659 erlangte Villiers die Freiheit wieder. Am 29. Mai 1660 hielt er im Gefolge Karls II. feierlichen Einzug in London.
In der Folge der Restauration und Inthronisierung von Karl II. erhielt Villiers neben seinen Ländereien einträgliche Ämter und Titel. Dies und seine langjährige Verbindung zum König machten ihn zu einem der reichsten und einflussreichsten Männer seiner Zeit. Am 15. April 1661 wurde er als Knight Companion in den Hosenbandorden aufgenommen, bei der Krönung Karls II. am 23. April 1661 trug Villier den Reichsapfel. Von September 1661 bis 1667 und von 1667 bis 1674 war er Lord-Lieutenant des West Riding of Yorkshire. 1663 wurde er als Fellow und Gründungsmitglied in die Royal Society aufgenommen. Von 1667 bis 1672 hatte er das Amt eines Minister of State und von 1668 bis 1674 das Hofamt des Master of the Horse inne. Während des Englisch-Niederländischen Krieges diente er 1665 in der Royal Navy und führte im Juni 1666 die Maßnahmen zur Vorbereitung zur Abwehr einer befürchteten niederländisch-französischen Invasion. Beim Tod seiner Mutter erbte er 1649 auch deren Adelstitel als 19. Baron de Ros, die dazugehörigen Ländereien konnte er schließlich 1663 in Besitz nehmen.
Kontinuierlich bemühte Villiers sich, auf die Politik des Landes Einfluss zu nehmen, und wirkte 1667 aktiv am Sturz des Lordkanzlers Edward Hyde, 1. Earl of Clarendon, mit. In dem sich anschließend bildenden Kreis von fünf Beratern nahm er eine wichtige Stellung ein.
Dieser innere Kreis von königlichen Beratern nannte sich selbst die CABAL, gebildet aus den Anfangsbuchstaben ihrer Mitglieder:
Clifford (Sir Thomas)
Ashley (John Ashley-Cooper, Baron)
Buckingham (George Villiers, Duke of)
Arlington (Henry Bennet, Earl of)
Lauderdale (John Maitland, Earl of).
Innerhalb dieses Kreises herrschte selten Einstimmigkeit. Die Meinungsverschiedenheiten zwischen Villiers und Henry Bennet, 1. Earl of Arlington, führte zu öffentlich ausgetragenen Auseinandersetzungen im Rat.
Von 1670 bis 1671 und erneut 1672 reiste er als englischer Botschafter an den französischen Hof. Von 1671 bis 1674 war er Kanzler der Universität Cambridge. 1672 erhielt er den Rang eines Lieutenant-General des Heeres und 1674 wurde er Lord der Admiralität.

### Amtsenthebung, Wiederzulassung bei Hofe und Lebensabend
1674 griffen sowohl Ober- wie Unterhaus Villiers an. Man warf ihm unter anderem Veruntreuung von öffentlichen Geldern, Papismus sowie geheime Verhandlungen mit Frankreich vor und verurteilte seine Affäre mit der Lady Anna Maria Brudenell († 1702), Tochter des Robert Brudenell, 2. Earl of Cardigan, deren Ehemann Francis Talbot, 11. Earl of Shrewsbury er im März 1668 in einem Duell tödlich verwundet hatte. Aufgrund einer Petition des Unterhauses wurde er von Karl II. seiner Ämter enthoben und schied aus dem königlichen Beraterkreis aus.
Nach dem Tod Karls II. schloss Villiers sich den Gegnern Jakobs II. an. Er engagierte sich stark in der anti-katholischen Opposition, nachdem er seit den späten 1660er-Jahren für religiöse Toleranz gegenüber den protestantischen Dissenters eingetreten war. Obwohl ein erklärter Gegner Jakobs II., stimmte er wohl aus Groll gegen den Duke of Monmouth nicht für Jakobs Ausschluss aus der englischen Thronfolge. Dieser ließ ihn 1684 wieder bei Hofe zu.
Bei schlechter Gesundheit und hoch verschuldet zog sich Villiers 1685 auf seinen Besitz Helmsley in Yorkshire, zurück. George Villiers, 2. Duke of Buckingham, starb an den Folgen einer Erkältung, die er sich zuzog, als er im April 1687 an einer Fuchsjagd teilnahm und zu lange auf dem kalten Boden verweilte. Am 7. Juni 1687 wurde er feierlich in der Westminster Abbey beigesetzt.
Da George Villiers kinderlos blieb, erloschen seine Adelstitel bei seinem Tod, mit Ausnahme der Baronie de Ros, die in Abeyance fiel.

## Persönlichkeit
Villiers war als Förderer der Naturwissenschaften und Literatur bekannt. Er wurde von Zeitgenossen als sehr gebildet und empfänglich für geistreiche Unterhaltungen beschrieben. Daneben beschäftigte er sich mit chemischen Versuchen und verfasste Gedichte, religiöse Traktate und Theaterstücke. Namentliche Relevanz kommt ihm noch heute als Autor der Satire The Rehearsal zu. Zu seinen liebsten Beschäftigungen gehörten Rennen und Jagd.
Obgleich ihn Wissenschaft und Künste zu begeistern vermochten, brachte es Buckingham in keiner Disziplin zu ausdauerndem Interesse oder großen Erfolgen. Zugeschrieben wird dies seinem Charakter. Seine, nach den Vorstellungen seiner Zeit, ansehnliche Erscheinung gepaart mit geistreichem Witz und einer anrüchigen Auffassung von Moral machten ihn zu einem höchst interessanten Bonvivant, der es verstand, die Aufmerksamkeit auf sich zu ziehen.
Von Biografen wird Villiers als Mann von widersprüchlichen Wesenszügen beschrieben. Der Dramaturg John Dryden skizzierte einen nach ihm geschaffenen Charakter folgendermaßen:
A man so various that he seemed to be
Not one, but all mankind’s epitome;
Stiff in opinions, always in the wrong,
Was everything by starts and nothing long;
But, in the course of one revolving moon
Was chymist, fiddler, statesman and buffoon.
Beggar'd by fools, whom still he found too late,
He had his jest, but they had his estate.
(aus John Dryden, Absalom and Achitophel)